# Кайніти
Кайніти (пол. Kajnity, нім. Heistern) — село в Польщі, у гміні Пененжно Браневського повіту Вармінсько-Мазурського воєводства.
Населення — 76 осіб (2011).
У 1975-1998 роках село належало до Ельблонзького воєводства.

## Демографія
Демографічна структура станом на 31 березня 2011 року:
|          | Загалом | Допрацездатний вік | Працездатний вік | Постпрацездатний вік |
| -------- | ------- | ------------------ | ---------------- | -------------------- |
| Чоловіки | 34      | 8                  | 21               | 5                    |
| Жінки    | 42      | 7                  | 23               | 12                   |
| Разом    | 76      | 15                 | 44               | 17                   |